# Карягін Павло Михайлович
Павло Михайлович Карягин (Корягін, Корякін) (1752 — 7 травня 1807 року) — полковник, шеф 17-го єгерського полку, герой Російсько-перської війни.

## Біографія
Почав свою службу рядовим в Бутирському піхотному полку в 1773 році, з яким і взяв участь у Російсько-турецькій війні.
У 1778 році під командою О. В. Суворова отримав бойове хрещення в боях проти кримських татар. У 1781 році був проведений в прапорщики, в 1783 році — в підпоручика. Служив в Білоруському єгерському батальйоні.
Разом з Бутирський полком Карягін увійшов в 1786 році до складу 4-го батальйону Кубанського єгерського корпусу.
Відзначився під час штурму фортеці Анапа 22 червня 1791 року, де командував ротою 4-й батальйону Кавказького єгерського корпусу. Був поранений кулею в руку і нагороджений чином майора.
Беручи участь в походах проти горців дослужився до полковника, 20 серпня 1800 року Карягін був призначений командиром 17-го єгерського полку, сформованого з 5-го батальйону Кубанського єгерського корпусу.
14 травня 1803 роки, після короткого шефства над 15-м єгерським полком, на нього було покладено полкове шефство. З цим полком Карягін взяв участь в Російсько-перська війна 1804—1813 років і 24 лютого 1804 року одержав орден Св. Георгія 4-го ступеня.

### Рейд Карягина
Відомим став під час Російсько-перської війни 1804—1813 років, особливо, в період 24 червня — 15 липня 1805 року, коли, оточений 20-тисячної перської армією Аббаса-Мірзи в Карабахської провінції, він три тижні протистояв їй в Аскеране, Шахбулаге і Мухратаге, не тільки відбиваючи напади персів, але сам беручи приступом фортеці. З загоном всього лише в 100 чоловік пробився до Цицианова, який ішов до нього на допомогу. За цю кампанію Карягін отримав золоту шпагу з написом «За хоробрість».

### Останні роки життя
Під час зимової кампанії 1806 року підірвав здоров'я і захворів на тиф, від якого 7 травня 1807 року помер. Виключений з армійських списків 31 липня 1807 року. Останньою його нагородою був орден святого Володимира 3-го ступеня, отриманий за кілька днів до смерті.

## Пам'ять
У 1827 році село Карабулаг (нині — місто Фізулі) було перейменовано в Карягіна в честь Павла Карягіна.

## Нагороди
- Орден Святого Георгія 4-го ступеня (1804 рік)
- Золоте зброю «За хоробрість» (1805 рік)
- Орден Святого Володимира 3-го ступеня (1807 рік)